# Thomas Nyrienda
Thomas Nyrienda (28 febbraio 1986) è un calciatore zambiano, difensore del Songo e della Nazionale di calcio dello Zambia.